# Хуньяди
Хуньяди или Корвины (венг. Hunyadi) — род средневековых венгерских магнатов, которым принадлежал замок Хуньяди в Трансильвании.

## История рода
Точное происхождение рода неизвестно. Наибольшее распространение получила версия о румынском происхождении Хуньяди. Этой версии придерживались многие средневековые авторы, её поддерживают и многие современные историки. Однако существуют версии о половецком и славянском происхождении рода.
Первым достоверно известным представителем рода был Серб (также встречаются варианты имени Сорб и Сербан). Он в XIV веке переселился в Трансильванию вероятно из Валахии. Его сын по имени Вайк (Войку) крестился с именем Ласло, а в 1409 году получил в управление замок Хуньяди (сейчас Хунедоара в Румынии). От брака Ласло-Вайка с Эрежбет Морчинаи произошёл сын Янош, прославивший и возвысивший свой род. Янош был незаурядным полководцем, отличившимся на службе у императора Священной Римской империи и короля Венгрии Сигизмунда в войне против Османской империи, за что получил от него владения в пограничной провинции с османами. Позже Янош стал князем Трансильвании и регентом Венгрии при малолетнем короле Ладиславе Постуме. Сын Яноша, Матьяш, известный также как Матвей Корвин, был в 1458 году провозглашён королём Венгрии. За время его правления Венгерское королевство достигло пика своего могущества. После десятилетий феодального хаоса он восстановил Венгерскую государственность путём проведения многослойных реформ.
Однако Матьяш не имел законных сыновей. Его незаконнорожденный сын Янош Корвин не смог наследовать отцу, поддержав после его смерти в 1490 выбор короля Чехии Владислава Ягеллона. За это он получил титулы бана Хорватии и Славонии и герцога Опавы (Троппау), но через 5 лет был вынужден от них отказаться. Он умер в 1504 году, оставив малолетних сына и дочь, умерших вскоре после него. После этого род угас.
Johannes Corvinus и Christophorus Corvinus несли Y-хромосомную гаплогруппу E1b1b1a1b1a6a1c. Christophorus Corvinus принадлежит к редкой, спорадически встречающейся митохондриальной гаплогруппе T2c1+146, наиболее распространенной в Средиземноморье, в то время как его отец принадлежит к митохондриальной гаплогруппе T2b.

## Известные представители
- Янош Хуньяди (1407—1456) — венгерский полководец, фактический правитель королевства.
- Ласло Хуньяди (1431—1457) — его старший сын, вёл гражданскую войну с Ульриком Циллеи, организовал его убийство.
- Матьяш Хуньяди (Матвей Корвин; 1443—1490) — младший сын Яноша Хуньяди, король Венгрии (1458—1490).
- Янош Корвин — побочный сын Матьяша Хуньяди, король Боснии (1495—1499).